# 鐮鼻尖長頜魚
鐮鼻尖長頜魚，為輻鰭魚綱骨舌魚目象鼻魚科尖长颔鱼属的其中一種，该物种主要分布於非洲剛果河中游流域，體長可達27公分。